# Albert Norden
Albert Norden (4. december 1904 i Myslowitz – 30. maj 1982 i Østberlin) var en tysk kommunistisk politiker i DDR. Han var medlem af politbureauet i SED og medlem af Folkekammeret fra 1958 til 1981. I politbureauet havde han ansvaret for agitation. Han er mest kendt for at have forfattet et propagandaværk, Braunbuch, rettet mod vesttyske politikere i 1965.